# European Robotic Arm

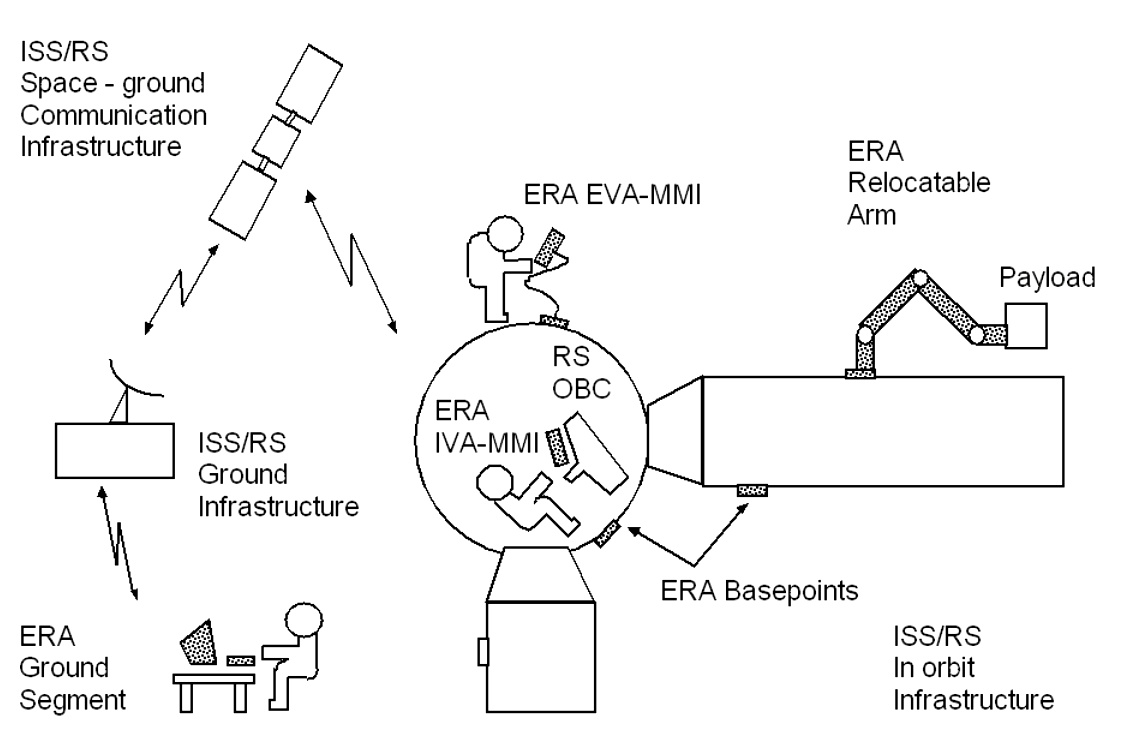
Computermodel van ERA aan het werk op het ISS.

De European Robotic Arm (ERA) is een robotarm die vastgemaakt is aan het Russische deel van het International Space Station.

## Eigenschappen en taken

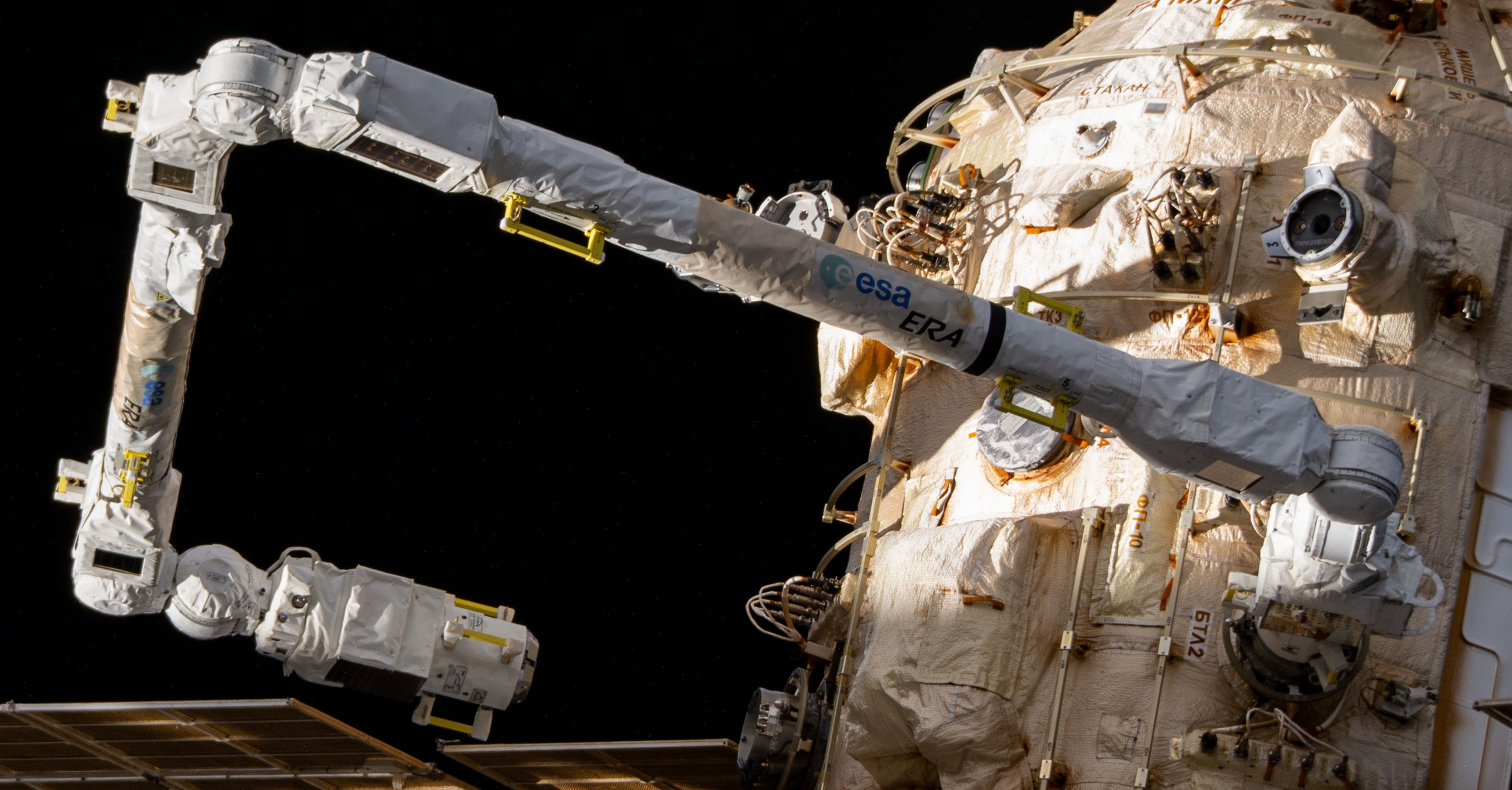

De intelligente ruimterobot heeft verschillende interessante eigenschappen. De belangrijkste zijn het vermogen om over de buitenkant van het ISS te 'lopen' (hand-over-hand tussen vaste aansluitpunten) en het vermogen om velerlei taken automatisch of halfautomatisch uit te voeren waardoor de menselijke bemanning van het ISS meer tijd overhoudt om ander werk te doen. Verschillende taken van de ERA zijn:
- Installatie en ontvouwen van zonnepanelen.
- Vervangen van zonnepanelen.
- Inspectie van het station.
- Hanteren en verplaatsen van (externe) lasten (variërend van een camera tot een complete module van het ISS).
- Dienen als mobiel platform voor kosmonauten gedurende ruimtewandelingen.

Er zit al een robotarm aan het ISS (het Canadarm2) maar vanwege technische verschillen in de aansluitpunten kan die arm niet gebruikt worden op het Russische deel van het ISS.
ERA werd ontwikkeld in opdracht van de Europese Ruimtevaartorganisatie (ESA) door de Europese ruimtevaartindustrie met Dutch Space als hoofdaannemer en subaannemers in acht landen. De robotarm werd gelanceerd met een Russische Proton-M en wordt in de ruimte gebruikt door Russische kosmonauten. Tijdens de lancering zat ERA vast aan de Naoeka het Multipurpose Laboratory Module (MLM). Deze Russische module zal na activatie ook als thuisbasis dienen voor ERA tijdens het gebruik van de robotarm. 
Op 21 juli 2021 was de lancering. Tijdens vlucht naar het ISS waren er problemen met de navigatie van de Naoeka. Uiteindelijk slaagde het Russische team er in de Naoeka eerst naar een stabielere baan te brengen en daarna de problemen, die vooral van softwarematige aard waren, op te lossen. Op 29 juli 2021 koppelde de Naoeka aan bij het ISS.

## Besturing van ERA

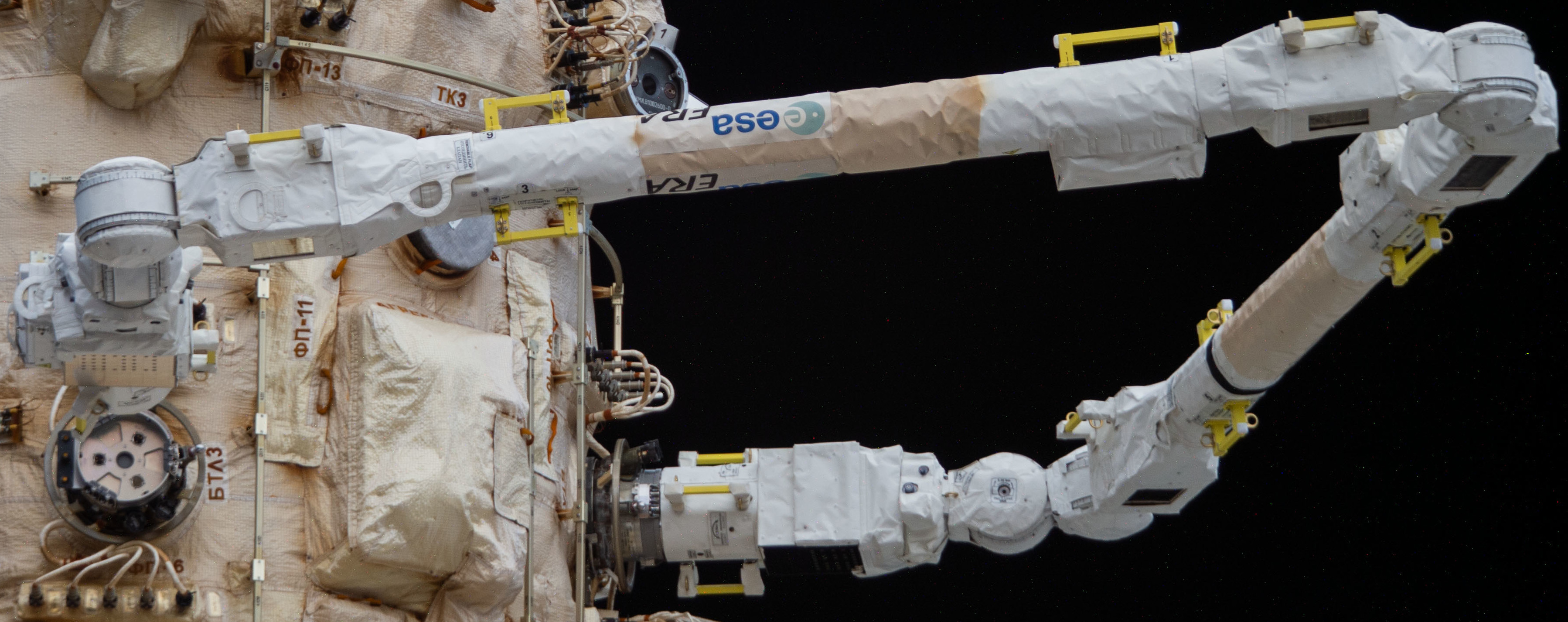

Kosmonauten kunnen de robotarm van zowel binnen als buiten het ruimtestation besturen. Besturing van binnen het ruimtestation gaat door middel van een laptop (Intra Vehicular Activity-Man Machine Interface (IVA-MMI)) die een model van ERA en zijn omgeving toont. Besturing van buiten het ruimtestation gaat door middel van een speciale interface (Extra Vehicular Activity-Man Machine Interface (EVA-MMI)) die gebruikt kan worden door iemand in een ruimtepak.
Om de ERA-missies voor te bereiden wordt gebruik gemaakt van de Mission Preparation and Training Equipment (MPTE), ontwikkeld door Koninklijk Nederlands Lucht- en Ruimtevaartcentrum (NLR).

## Componenten van de arm
- Twee ongeveer vijf meter lange, symmetrische delen van de arm die gemaakt zijn van koolstofvezel.
- Twee identieke grijpermechanismen (End Effectors 'EE') die ook gegevens kunnen doorsturen en energie of mechanische kracht kunnen doorgeven aan de nuttige last.
- Twee polsen met ieder drie gewrichten.
- Een ellebooggewricht.
- Een centrale besturingscomputer die onderdeel is van de arm ('ECC').
- Vier camera’s met ingebouwde lamp ('CLU').

## Projectstatus
- 2005 - Kwalificatie en levering naar de klant.
- 2010 - Succesvolle lancering ERA spare elbow naar ISS met Space Shuttle Atlantis.
- 2021 - gelanceerd op 21 juli en na een problematisch verlopen vlucht op 29 juli aangekomen bij het ISS.[2][3][4]

## Technische gegevens
- Totale lengte - 11,3 m
- Massa - 630 kg
- Maximale last - 8000 kg
- Maximale snelheid - 0,1 m/s
- Positienauwkeurigheid - 5 mm

## Operationalisering
Na de lancering van ERA in juli 2021 werd in april 2022 gestart met de noodzakelijke werkzaamheden voor de activatie van ERA.
In totaal zijn er zeven ruimtewandelingen nodig voordat ERA kan worden gebruikt.